# Alue Lam Saba
Alue Lam Saba is een bestuurslaag in het regentschap Bireuen van de provincie Atjeh, Indonesië. Alue Lam Saba telt 121 inwoners (volkstelling 2010).